# Bart McCarthy
Bart McCarthy is een Amerikaans acteur.

## Biografie
McCarthy groeide op in Texas. Hij haalde zijn bachelor of science aan de Universiteit van Texas in Austin (Texas), en haalde zijn master of fine arts aan de Brandeis-universiteit in Waltham (Massachusetts). Na zijn studietijd richtte hij een theatergezelschap op in Boston en speelde diverse rollen in lokale theaters, en was ook als regisseur actief van een dansgezelschap. 
McCarthy begon in 1984 met acteren voor televisie in de film Concealed Enemies. Hierna heeft hij nog meerdere rollen gespeeld in films en televisieseries zoals 3rd Rock from the Sun (1996-1997), Babylon 5 (1997-1998), Rat Race (2001), Miss Match (2003) en Sons of Anarchy (2010).

## Filmografie

### Films
Uitgezonderd korte films.
- 2024 Ba - als Mark Rosenthal
- 2019 Plus One - als tuinman
- 2014 Murder of a Cat - als Arthur
- 2013 Night Moves - als boer 1
- 2013 Oz the Great and Powerful - als stadsbewoner
- 2010 Dante's Inferno: An Animated Epic – als Filippo Argentini (stem) - animatiefilm
- 2009 Stolen Lives – als Kevin Byrnes
- 2008 Grave Misconduct – als Crazy Eyes
- 2008 The Meant to Be's – als The Voice
- 2007 The Yesterday Pool – als ??
- 2006 What I Did for Love – als Max
- 2005 Underclassman – als Earl de bom
- 2004 The Spongebob SquarePants Movie – als kapitein Bart de piraat (stem) – animatiefilm
- 2001 Rat Race – als Geestelijk gestoorde patiënt
- 1998 Memorial Day – als Dr. Garrison
- 1984 Concealed Enemies – als journalist

### Televisieseries
Uitgezonderd eenmalige gastrollen.
- 2015 Silicon Valley - als rechter Underwood - 2 afl.
- 2010 - 2013 Sons of Anarchy – als Brogan – 6 afl.
- 2003 Miss Match – als rechter Rierson – 3 afl.

### Computerspellen
- 2010 Dante's Inferno – als Virgil / Charon / boer
- 1997 Star Trek: Starfleet Academy – als Zashar